# Paroxystoglossa mimetica
Paroxystoglossa mimetica är en biart som beskrevs av Jesus Santiago Moure 1950. Paroxystoglossa mimetica ingår i släktet Paroxystoglossa och familjen vägbin. Inga underarter finns listade i Catalogue of Life.